# 오스트리아-헝가리 해군
오스트리아-헝가리 제국 해군은 오스트리아-헝가리의 해군이었다. 정식 명칭은 제왕 전쟁해군(Kaiserliche und Königliche Kriegsmarine)이며, K.u.K. Kriegsmarine으로도 표기된다. 1915년 당시 해군 총병력은 33,735명이었다.
현재 오스트리아와 헝가리는 모두 내륙국이다. 제1차 세계 대전 패전 이후 해안 지방을 상실함에 따라 해군은 해체되었다. 해군 전력은 이탈리아와 유고슬라비아에 넘어갔다. 오스트리아-헝가리 제국의 영해였던 아드리아해는 현재 이탈리아와 슬로베니아, 크로아티아, 보스니아 헤르체고비나, 몬테네그로, 알바니아에 의해 지켜지고 있다.
해군의 함명 앞에는 SMS가 붙었는데, 이는 황제 폐하의 군함(Seiner Majestät Schiff)을 의미한다.

## 역사

### 기원

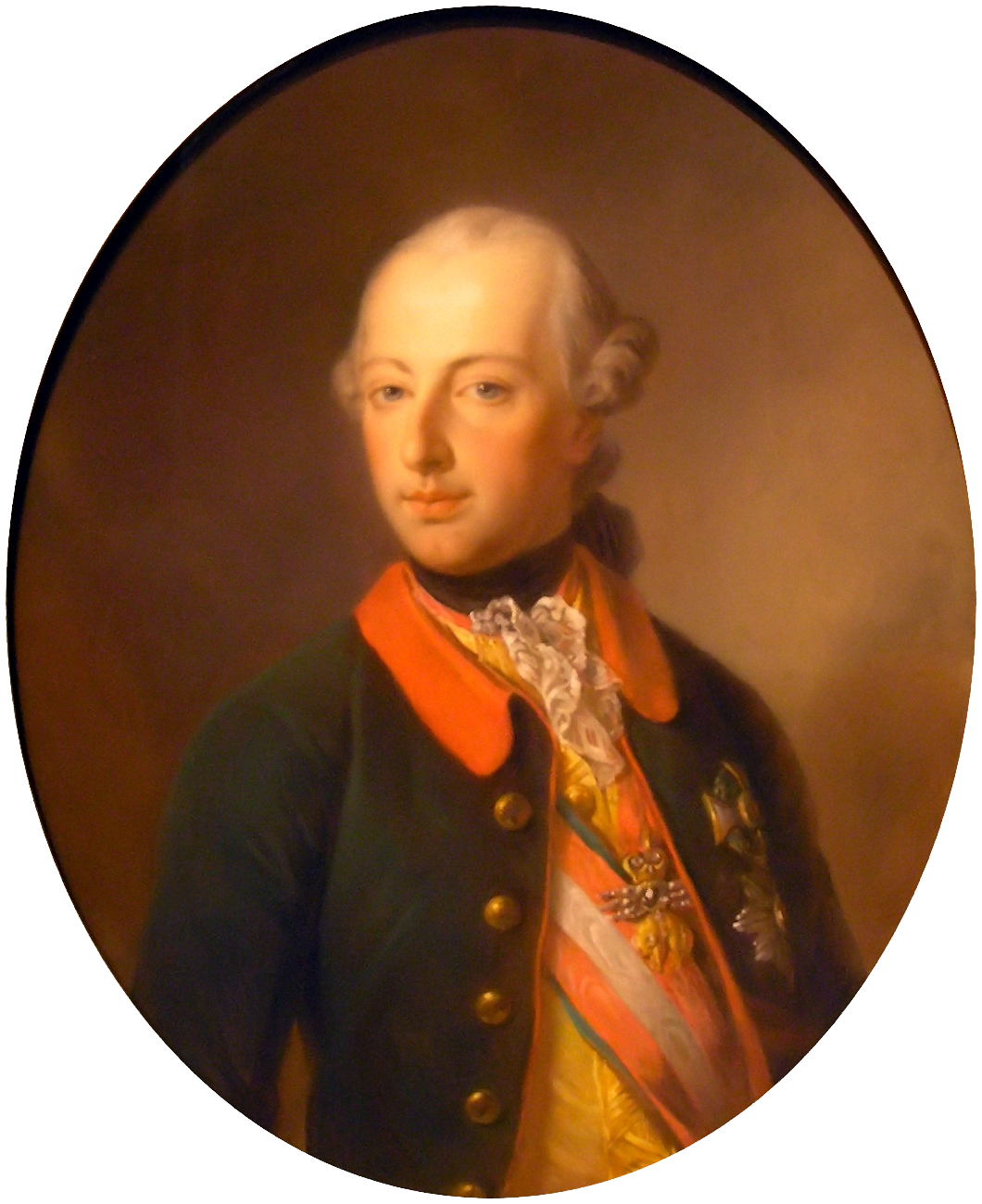
요제프 2세

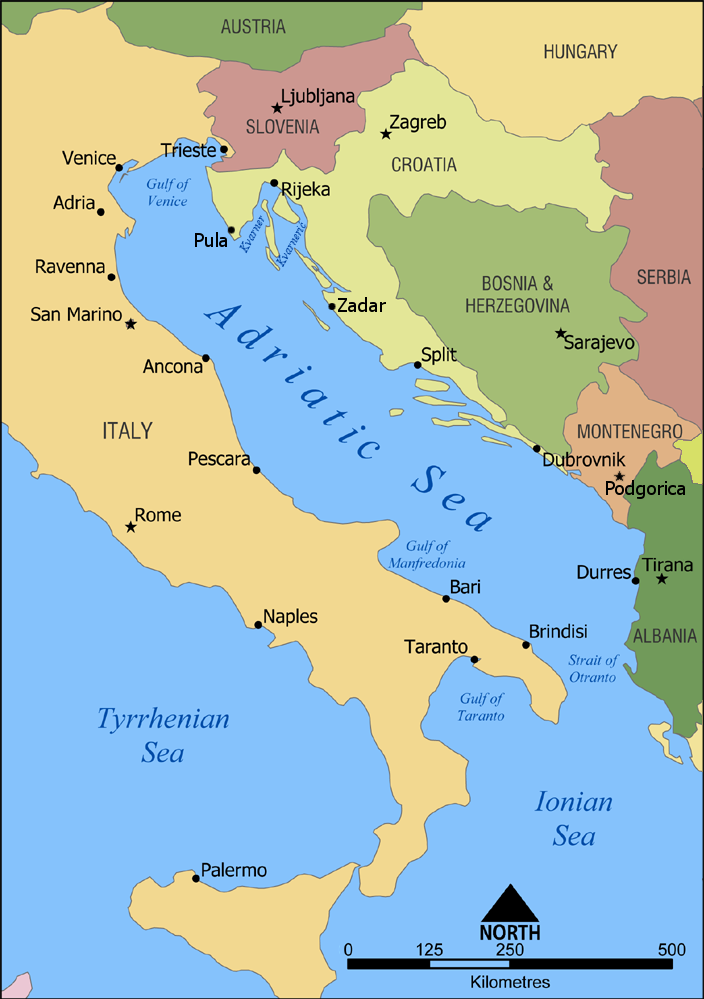
아드리아 해의 현재 지도 그림

18세기 후반까지 오스트리아 해군 창설 시도는 제한적이었다. 16세기와 17세기에 걸쳐 다뉴브 강에서 오스만 제국과 싸우는 동안 합스부르크 가(家)는 무장선을 고용했다. 그리고 오스트리아령 네덜란드로부터 선박을 보호하는 상선(商船) 해군을 사용했으나, 이들은 밑에서부터 공통적인 지휘계통을 가지고 있지 않았거나 공통적인 목적으로 군대에 복무할 생각이 없었다. 7년 전쟁 후 지중해에서 사략선(私掠船, 전시에 적의 상선을 나포할 수 있는 허가를 받은 민간 무장선)에게 공격받기 쉬운 오스트리아에서 카우니츠 백작이 소규모 전력의 프리깃 함대 창설하도록 이끌었다. 빨강-하양-빨강의 가로형으로 그려진 해군기(Marineflagge)는 요제프 2세의 통치기간에 소개되었다.
상황은 1797년 프랑스와 오스트리아 사이에서 캄포 포르미오 조약이 체결됨에 따라 많이 바뀌었다. 오스트리아는 오스트리아령 네덜란드를 프랑스에 양도하였고, 코르푸와 아드리아해에 있는 몇몇 베네치아 섬들을 포함하여 지중해에서 몇몇 섬들의 소유권을 가질 수 있었다. 베네치아와 베네치아의 해외 영토는 프랑스와 오스트리아 두 나라에 의하여 분할되었으며, 오스트리아 황제는 베네치아 시를 따라 이스트리아와 달마티아를 받았다. 베네치아 해군과 베네치아 해군의 시설물들은 오스트리아의 소유가 되었으며, 오스트리아 해군의 앞날을 밝게 한 토대가 되었다.

#### 전함 손실
제1차 세계 대전 기간 동안 손실된 전함:
- 1914년 : SMS 카이저린 엘리자베트 (1914년 칭다오 전투 중 손실), SMS 젠타
- 1915년 : SMU-12 (잠수함), SMU-3 (잠수함), SMS 리카, SMS 트리글라프
- 1916년 : SMU-6 (잠수함), SMU-16 (잠수함)
- 1917년 : SMU-30 (잠수함), SMS 빌트팡, SMS 빈
- 1918년 : SMU-23 (잠수함), SMS 스트라이터, SMU-20 (잠수함), SMU-10 (잠수함), SMS 셴트 이스트반, SMS 비리부스 우니티스

제1차 세계 대전 후 손실된 전함:
- 1919년 : SMS 카이저 프란츠 요제프

## 유명 인사
- 빌헬름 폰 테게토프 - 19세기 오스트리아의 해군중장, 그의 이름을 딴 군함(SMS 테게토프)도 있음.
- 미클로시 호르티 - 최종 계급은 중장, 1920년부터 1944년까지 헝가리의 섭정(사실상 국가원수)을 지냄.
- 막시밀리아노 1세 - 멕시코 황제, 1864년부터 1867년까지 재위, 베니토 후아레스에 의하여 처형됨.
- 게오르크 루트비히 폰 트라프 - 해군 소령, 뮤지컬이자 영화 작품인 사운드 오브 뮤직의 등장인물로 유명.

## 지도자들

### 해군 총사령관
- 빌헬름 폰 테게토프, 중장 (1868년 3월-1871년 4월)
- 프리드리히 폰 푀크, 대장 (1871년 4월-1883년 11월)
- 막시밀리안 다우블레프스키 폰 스테르네크, 대장 (1883년 11월-1897년 12월)
- 헤르만 폰 스파운, 대장 (1897년 12월-1904년 10월)
- 루돌프 몬테쿠콜리, 대장 (1904년 10월-1913년 2월)
- 안톤 하우스, 원수 (1913년 2월-1917년 2월)
- 막시밀리안 녜고반, 대장 (1917년 4월-1918년 2월)

### 함대 사령관 (1914~1918)
- 안톤 하우스, 원수 (1914년 7월-1917년 2월)
- 막시밀리안 녜고반, 대장 (1917년 2월-1918년 2월)
- 미클로시 호르티, 중장 (1918년 2월-1918년 11월)

### 국방성의 해군부장
- 빌헬름 폰 테게토프, 중장 (1868년 3월-1871년 4월)
- 프리드리히 폰 푀크, 대장 (1872년 10월-1883년 11월)
- 막시밀리안 다우블레프스키 폰 스테르네크, 대장 (1883년 11월-1897년 12월)
- 헤르만 폰 스파운, 대장 (1897년 12월-1904년 4월)
- 루돌프 몬테쿠콜리, 대장 (1904년 10월-1913년 2월)
- 안톤 하우스, 원수 (1913년 2월-1917년 2월)
- 카를 카일러 폰 칼텐팔스, 중장 (1917년 2월-1917년 4월)
- 막시밀리안 녜고반, 대장 (1917년 4월=1918년 2월)
- 프란츠 폰 훌로프, 중장 (1918년 2월-1918년 11월)